# ULAS J1335+11
ULAS J1335+11  (= ULAS J133553.45+113005.2) is een bruine dwerg met een spectraalklasse van T9. De ster bevindt zich 32,6 lichtjaar van de zon.